# حسين عواجي
حسين عبد الله عواجي (مواليد 20 ديسمبر 1993) هو لاعب كرة قدم سعودي يلعب حالياً في نادي اليرموك.

## مسيرة اللاعب
لعب سابقاً في نادي حطين ونادي الوطني ونادي نجد ونادي الأسياح ونادي اليرموك.